# Glacier Breitfuss
Le glacier Breitfuss est un glacier de l'Antarctique. 

## Géographie
Il s'étend sur 19 km de long et s'épanche vers le sud-est du plateau Avery jusqu'à Mill Inlet (en) à l'ouest du cap Chavanne, sur la côte est de la terre de Graham. 

## Histoire
Il a été cartographié par le Falkland Islands Dependencies Survey (FIDS) et photographié depuis les airs par l'expédition de recherche antarctique de Ronne en 1947. Il a été nommé par le FIDS en l'honneur de Leonid Breitfuss, explorateur polaire allemand, historien et auteur de nombreuses bibliographies polaires. 